# Glomera obtusa
Glomera obtusa är en orkidéart som beskrevs av Rudolf Schlechter. Glomera obtusa ingår i släktet Glomera och familjen orkidéer. Inga underarter finns listade i Catalogue of Life.